# Claudemir (football, 1984)
Pour le footballeur né en 1988, voir Claudemir.
Claudemir Ferreira da Silva est un footballeur brésilien né le 17 août 1984 à Rio de Janeiro au Brésil. Il évolue au poste de défenseur ou de milieu de terrain au Hapoël Rishon LeZion.

## Biographie
Avec le club du Nacional de Madère, il joue 102 matchs en première division portugaise, inscrivant 23 buts. Il réalise sa meilleure performance lors de la saison 2011-2012, où il inscrit 10 buts en championnat.
Il participe avec le Nacional de Madère et le Beitar Jérusalem, à la Ligue Europa.